# 무스카린
무스카린은 버섯에서 얻을 수 있는 독성 물질로, 1896년에 광대버섯으로부터 처음 분리되었다. 이 독이 있는 버섯을 먹은지 15~30분 내에 중독 증상이 나타나는데, 침 분비가 증가하고, 땀을 많이 흘리며, 눈물이 나는 등의 증상이 나타난다. 많이 먹을 경우, 복통, 심한 구토, 설사, 시력 악화, 호흡 저하 등의 증상이 나타난다. 중독은 2시간 내에 회복되며, 해독제는 아트로핀이다. 광대버섯에는 소량으로 존재한다.
외대버섯속(Entoloma)이나, 애주름버섯속(Mycena)의 버섯은 먹으면 위험할 정도의 무스카린을 가지고 있으며, 그물버섯속(Boletus), 꽃버섯속(Hygrocybe), 젖버섯속(Lactarius), 무당버섯속(Russula)의 버섯은 해가 별로 없을 만큼의 무스카린을 가지고 있다.

## 화학식
무스카린(muscarine)은 유독성 알칼로이드의 하나로 광대버섯이나 그 밖의 버섯류에 들어 있다. 혈압을 내리게 하고, 샘의 분비를 촉진시키며, 장관(腸管)을 수축시키는 작용을 한다. 의약품으로는 사용하지 않는다. 화학식은 C9H20NO2+

## 무스카린대항제
무스카린대항제(muscarine對抗劑)는 무스카린성 아세틸콜린 수용체들과 결합하지만 활성화시키지 않는 약제이다. 아세틸콜린에 접근하는 것을 방지한다. 아트로핀, 스코폴라민, 프로판텔린 따위가 있다.

## 무스카린성 수용체
무스카린성 아세틸콜린 수용체(muscarinic acetylcholine receptor, mAChR)는 아세틸콜린 수용체 중에서 무스카린이 결합했을 때 약리 작용이 잘 일어나는 수용체이다. 신경 세포, 평활근, 심근, 선세포 등에 분포하며 아트로핀이 대표적인 저해제로 작용한다.

## 같이 보기
- 항콜린제